# Dondang sayang
O dondang sayang é uma arte musical tradicional da Malásia. É praticada no estado costeiro de Melaka por quatro comunidades locais: malaios, os Baba Nyonya, os Chitty e os portugueses. Esta arte consiste em interpretar canções e rimas poéticas melodiosas ao som de violinos, gongos, pandeiretas e timbales. As comunidades cantam essas canções, chamadas "baladas amorosas", para expressar sentimentos de afeto e conselhos generosos sobre questões como amor e generosidade. No século XV, na época do Sultanato de Melaka, esta arte musical e vocal era executada apenas durante cerimónias e eventos realizados no palácio do soberano, mas mais tarde foi-se espalhando entre a população. Segundo a tradição, as performances são acompanhadas por canções e poemas compostos em quartetos que incluem um homem e uma mulher extremamente bons na recitação de poemas. Todas as pessoas, independentemente da sua idade, profissão, estatuto social e crenças religiosas, podem participar nas representações deste elemento do património cultural que transmite mensagens positivas e a partilha de sentimentos, alegrias e tristezas, fortalecendo assim os laços que unem as comunidades. As representações desta arte tradicional são celebradas regularmente e acontecem especialmente para reuniões, festividades e festivais. Além disso, são organizados vários programas, cursos e atividades culturais para pessoas que querem praticar e melhorar a sua execução.
Desde 2018 que o dondang sayang integra a lista representativa do Património Cultural Imaterial da Humanidade